# Schemmerhofen
Schemmerhofen è un comune tedesco di 8 742 abitanti situato nel land del Baden-Württemberg.